# Harrietstown (Nueva York)
Harrietstown es un pueblo ubicado en el condado de Franklin en el estado estadounidense de Nueva York. En el año 2000 tenía una población de 5.575 habitantes y una densidad poblacional de 10.9 personas por km².

## Geografía
Harrietstown se encuentra ubicado en las coordenadas 44°18′13″N 74°11′24″O / 44.30361, -74.19000.

## Demografía
Según la Oficina del Censo en 2000 los ingresos medios por hogar en la localidad eran de $31,838, y los ingresos medios por familia eran $45,505. Los hombres tenían unos ingresos medios de $32,833 frente a los $25,407 para las mujeres. La renta per cápita para la localidad era de $18,529. Alrededor del 12.6% de la población estaban por debajo del umbral de pobreza.